# Reegoldi
Reegoldi är en ort i Estland. Den ligger i Suure-Jaani kommun och landskapet Viljandimaa, i den centrala delen av landet, 110 km söder om huvudstaden Tallinn. Reegoldi ligger 71 meter över havet och antalet invånare är 229.
Terrängen runt Reegoldi är platt, och sluttar norrut. Runt Reegoldi är det glesbefolkat, med 9 invånare per kvadratkilometer. Närmaste större samhälle är Suure-Jaani, 4,5 km sydväst om Reegoldi. Omgivningarna runt Reegoldi är en mosaik av jordbruksmark och naturlig växtlighet.